# Clytosemia pulchra
Clytosemia pulchra är en skalbaggsart som beskrevs av Bates 1884. Clytosemia pulchra ingår i släktet Clytosemia och familjen långhorningar. Inga underarter finns listade i Catalogue of Life.